# A Division 1927/1928
Sedmý ročník Irish League (1. irské fotbalové ligy) se konal za účasti opět deseti klubů.
Titul získal podruhé ve své klubové historii Bohemian FC, který získal o tři body více něž Shelbourne FC. Nejlepším střelcem se stal hráč Fordsonsu Charles Heinemann, který vstřelil 20 branek.